# Demonax perakensis
Demonax perakensis là một loài bọ cánh cứng trong họ Cerambycidae.